# (1349) Бечуана
(1349) Бечуана (англ. Bechuana) — астероид главного пояса. Он был открыт 13 июня 1934 года астрономом из ЮАР Сирилом Джексоном в Республиканской обсерватории Йоханнесбурга. Астероид назван в честь британского протектората Бечуаналенд (Ботсваны).

Орбита астероида Бечуана и его положение в Солнечной системе
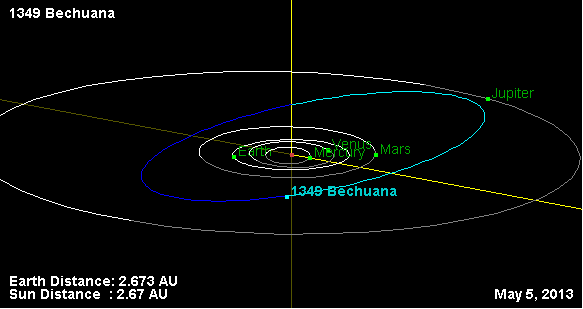
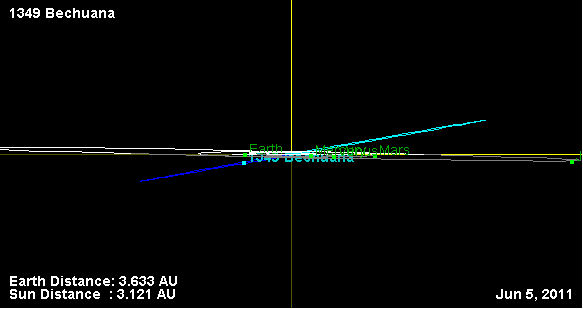